# Dong Tianfeng
Dong Tianfeng (20 de diciembre de 1986) es un deportista chino que compitió en remo. Ganó una medalla de bronce en el Campeonato Mundial de Remo de 2014, en la prueba de cuatro scull ligero.

## Palmarés internacional
| Campeonato Mundial | Campeonato Mundial       | Campeonato Mundial | Campeonato Mundial  |
| Año                | Lugar                    | Medalla            | Prueba              |
| ------------------ | ------------------------ | ------------------ | ------------------- |
| 2014               | Ámsterdam (Países Bajos) | Medalla de bronce  | Cuatro scull ligero |